# Chiroxiphia boliviana
Chiroxiphia boliviana là một loài chim trong họ Pipridae.
Loài chim này được tìm thấy trong rừng cao nguyên ẩm ở Yungas đông nam Peru và Bolivia